# Richard von Hilgers
Franz Richard Maria Joseph Hiob Freiherr von Hilgers (* 27. Juni 1829 in Koblenz; † 26. Juli 1904 in Baden-Baden) war ein preußischer General der Infanterie und bekannter Numismatiker.

## Leben

### Herkunft
Richard war ein Sohn des preußischen Hauptmanns a. D. und Landtagsabgeordneten Heinrich von Hilgers (1795–1874) und dessen Ehefrau Helene, geborene von Hontheim (1810–1866). Sie war eine Tochter des Justizrates und Kammerpräsidenten Johann Nikolaus von Hontheim und dessen Ehefrau Barbara, geborene Gattermann.

### Militärkarriere
Nach dem Besuch des Gymnasiums in Koblenz trat Hilgers am 22. Oktober 1849 als Musketier in das 29. Infanterie-Regiment der Preußischen Armee ein und avancierte bis Ende Januar 1851 zum Sekondeleutnant. Vom 29. Mai bis zum 4. August 1854 war er zur 8. Pionier-Abteilung kommandiert und absolvierte von Oktober 1855 bis September 1858 zur weiteren Ausbildung die Allgemeine Kriegsschule. Anschließend war er vom 21. Mai 1859 bis zum 15. Mai 1860 Regimentsadjutant und stieg wenige Tage später zum Premierleutnant auf. Ab Juli 1860 war Hilgers zunächst als Adjutant der 29. Infanterie-Brigade und im Anschluss daran ab Juni 1862 in gleicher Eigenschaft zum Generalkommando des VIII. Armee-Korps kommandiert. Von dort wurde er am 5. April 1864 als Hauptmann mit Patent vom 5. März 1862 in das 2. Rheinische Infanterie-Regiment Nr. 28 versetzt und zugleich als Adjutant des Gouvernements nach Luxemburg kommandiert. Während der Mobilmachung zum Deutschen Krieg wurde Hilgers am 5. Juli 1866 Adjutant beim Generalkommando des II. Armee-Korps. Nach dem Feldzug wurde er am 17. September 1866 von seinem Kommando entbunden und zur Dienstleistung beim Großen Generalstab kommandiert. Am 30. Oktober 1866 wurde er dem Generalstab der Armee aggregiert und in den Generalstab der 14. Division kommandiert. Unter Belassung in dieser Stellung wurde Hilgers Mitte Februar 1867 in den Großen Generalstab einrangiert.
Während des Krieges gegen Frankreich nahm Hilgers an den Schlachten bei Spichern, Colombey und Gravelotte, den Belagerungen von Metz, Diedenhofen, Montmedy und Mezieres sowie dem Handstreich auf Rocroy und den Gefechten bei Vois-de-Vaux, Mercy-le-Haut, Peltre, La-Grange-aux-Bois, Langres, am Ognon, bei Pim, Chatsois und Ponttarlier teil. Ausgezeichnet mit beiden Klassen des Eisernen Kreuzes wurde er nach den Friedensschluss am 6. Januar 1872 zum Abteilungschef im Großen Generalstab ernannt und Mitte Januar 1872 zum Oberstleutnant befördert. Am 12. März 1874 erfolgte seine Versetzung als Chef des Generalstabes zum XI. Armee-Korps und er stieg Mitte September 1874 zum Oberst auf. 1876 erkrankte er schwer und musste einen längeren Urlaub in Scheveningen und der Schweiz verbringen. Nach seiner Genesung übernahm Hilgers am 13. März 1877 als Kommandeur das 4. Niederschlesische Infanterie-Regiment Nr. 51. Unter Stellung à la suite seines Regiments beauftragte man ihn am 7. August 1880 mit der Führung der 29. Infanterie-Brigade. Am 18. Januar 1881 erhielt er die Beförderung zum Generalmajor und die Ernennung zum Brigadekommandeur. Anschließend wurde er am 30. August 1882 als Kommandeur der 40. Infanterie-Brigade nach Braunschweig versetzt und erhielt am 18. Oktober 1884 das Oberbefehl über die im Herzogtum stehenden Truppen, um nach dem Tod des Herzogs Wilhelm – dieser war ohne Nachkommen gestorben – den Übergang im preußischen Sinne zu gewährleisten.
Am 1. Juni 1885 wurde er vom Oberbefehl entbunden und mit der Führung der 15. Division beauftragt. Am 12. Dezember 1885 erhielt er die Beförderung zum Generalleutnant und die Ernennung zum Divisionskommandeur. Im gleichen Jahr war er vom 7. Juni bis zum 13. Juli 1888 Mitglied der Kommission für die Umarbeitung des Exerzierreglements für die Infanterie. Am 19. September 1888 wurde er mit der Führung des V. Armee-Korps beauftragt, anlässlich des Ordensfestes im Januar 1889 mit dem Kronen-Orden I. Klasse ausgezeichnet und am 8. April 1889 zum Kommandierenden General ernannt.
Zur Wiederherstellung seiner Gesundheit erhielt Hilgers ab dem 1. Oktober 1889 einen zweimonatige Urlaub mit vollen Gehalt nach Italien bewilligt. Da keine Besserung eintrat, wurde Hilgers am 8. Januar 1890 unter Verleihung des Charakters als General der Infanterie zur Disposition gestellt. Nach seiner Verabschiedung würdigte ihn Kaiser Wilhelm II. am 20. September 1890 mit dem Roten Adlerorden I. Klasse mit Eichenlaub.
Hilgers beschäftigte sich nach seinem Ausscheiden aus dem Militärdienst mit Kunstgeschichte und vor allem der Zeit der römischen Herrschaft in Germanien. Sein Hauptinteresse galt der Limesforschung, wofür er sich auch an Ausgrabungen von Kastellen beteiligte. Er war zudem ein bedeutender Numismatiker auf dem Gebiet der römischen Münzen und besaß eine umfangreiche Sammlung. So ordnete er auch die Münzen- und Medaillensammlung des Darmstädter Museums. Großherzog Ernst Ludwig verlieh ihm am 18. Oktober 1897 die Goldene Verdienstmedaille für Wissenschaft und Kunst. Er starb am 26. Juli 1904 in Baden-Baden.

### Familie
Hilgers heiratete am 1. Mai 1866 in Erfurt Agnes Zernentsch (1845–1909). Aus der Ehe ging die Tochter Helene (* 1868) hervor, die 1893 den Forstrat Alfred Graf von Korff genannt Schmising-Kerstenbrock (* 1856) heiratete.